# ディサルモニア・ムンディ
ディサルモニア・ムンディ（Disarmonia Mundi）は、イタリアのメロディックデスメタルバンドである。結成当初は通常のバンド編成であったが、メンバーの脱退により、現在は楽器パートをすべてエットレ・リゴッティが担っている。

## 略歴
1999年に、イタリアのアヴィリアーナでエットレ・リゴッティ (Ds)を中心にベニー・ビアンコ・キント (Vo)、シモーネ・パレルミティ (Gu)、フェデリコ・カリエーロ (Gu)、ミルコ・アンドレイス (Ba)で結成される。結成後間もなく1stアルバム『Nebularium』を製作し、イタリアのレーベル・セルフ及びロシアのレーベル・CDマキシマムから2001年にリリースした。同アルバムのレコーディング前後にフェデリコ・カリエーロが脱退しており、アルバムにはセッション参加の形となっている。結成当初はドラムスを担当していたエットレ・リゴッティは、同アルバムではドラムスに加えてギター、クリーンボーカル、キーボードを担当している。1stアルバムリリース後、エットレ・リゴッティとミルコ・アンドレイス以外のメンバーが脱退しバンド活動が停止してしまう。
活動停止後、新ボーカリストとしてクラウディオ・ラヴィナールが加入する。その後、インターネットを通じて知り合ったソイルワークのボーカリスト、ビョーン・スピード・ストリッドもボーカルとして加入し4人体制になる。こうして、専任ボーカリスト2名と楽器奏者2名の変則体制となり、ベース以外の楽器をエットレ・リゴッティが担うことになる。この4人体制で、2ndアルバム『Fragments Of D-Generation』をスカーレット・レコードからリリースする。また、このアルバムがサウンドホリックからリリースされ日本デビューした。
2ndアルバムリリース後バンドメンバーを集め、ライブ活動を行うことが出来るようになる。この陣容は『Red Clouds』（『Fragments Of D-Generation』収録）のPVで確認できる。同PVでは、2ndアルバムに参加した4名に加えて、クリーン・ボーカリスト、ギタリスト、ドラマーの3名が加入していることが確認でき、専任ボーカリスト3人体制で計7人という陣容であった。同PVでは、エットレ・リゴッティは、ギターを担当していた。しかし、その体制は長続きせず、結局2ndアルバムのメンバーから、更にミルコ・アンドレイスが脱退した形となり、メンバーが3名のみとなる。結局、メンバーを補充するのではなく、ベースもエットレ・リゴッティが兼任することになり、全楽器パートをエットレ・リゴッティが担うこととなる。3人体制で2006年に、3rdアルバム『Mind Tricks』をリリースした。
3rdアルバムリリース時、エットレ・リゴッティは、メンバー補充やセッションメンバーによって、ライブ活動を行う意思を見せていた。しかし、それは実現することなく、エットレ・リゴッティはプロデューサー業に専念することとなった。その後、2009年に1stアルバムに未発表音源を新たにレコーディングしたEPをセットにしたコンピレーションアルバム『Nebularium/the Restless Memoirs』をリリース。新録音のEPにはビョーン・スピード・ストリッドは参加せず、これ以降ゲスト参加となる。また、同年に4thアルバム『The Isolation Game』をリリース。
2011年リリースの、スタジオジブリ トリビュート・アルバム、『Princess Ghibli』の5曲に参加。エットレ・リゴッティはプロデューサーも務めた。翌2012年リリースの第二弾『Princess Ghibli II』にも4曲(リミックス含)に参加し、エットレは引き続きプロデューサーを務めた。
2015年に、5thアルバム『Cold Inferno』をリリース。その後、長らく音沙汰がなかったが2025年に10年ぶりとなる6thアルバム『The Dormant Stranger』をリリース。

## メンバー

### 現メンバー
- エットレ・リゴッティ (Ettore Rigotti) - ギター、ドラム、クリーンボーカル、ベース、キーボード

結成時の担当楽器は、ドラムである。また、ベースは3rdアルバム以降で担う。
- クラウディオ・ラヴィナール (Claudio Ravinale) - ボーカル、作詞

2ndアルバム『Fragments Of D-Generation』から加入。

### 旧メンバー
- ベニー・ビアンコ・キント (Benny Bianco Chinto) - ボーカル

1stアルバム『Nebularium』レコーディング時は正式メンバーだったが、その後脱退。脱退後の2ndアルバム『Fragments Of D-Generation』、3rdアルバム『Mind Tricks』にバックボーカルとしてゲスト参加している。
- ビョーン・スピード・ストリッド (Björn "Speed" Strid) - ボーカル

デスヴォイス及びクリーンボーカルによるボーカルを担当。ソイルワーク、テラー2000でも活動。ニュークリア・ブラスト・オールスターズに参加した。2ndアルバムから参加。2nd、3rdアルバムまでは正式メンバー扱いだったが、以降はゲスト扱いとなった。
- シモーネ・パレルミティ (Simone Palermiti) - ギター

1stアルバム『Nebularium』に参加。
- フェデリコ・カリエーロ (Federico Cagliero) - ギター

1stアルバム『Nebularium』の6曲に参加。また、未発表音源EP『the Restless Memoirs』の1曲の作曲にエットレとの共作で参加。
- ミルコ・アンドレイス (Mirco Andreis) - ベース

1stアルバム『Nebularium』、2ndアルバム『Fragments Of D-Generation』に参加。

### ゲストメンバー
- ウィリー・バルベロ (Willy Barbero) - ギターソロ

2ndアルバム『Fragments Of D-Generation』に参加。
- サマンサ・アバタンジェロ (Samantha Abbatangelo) - バックボーカル

3rdアルバム『Mind Tricks』に参加。
- クラウディオ・ストラズロ (Claudio Strazzullo) - ギターソロ

3rdアルバム『Mind Tricks』の6曲に参加。また、未発表音源EP『the Restless Memoirs』の2曲の作曲にエットレとの共作で参加。
- ビョーン・スピード・ストリッド (Björn "Speed" Strid) - ボーカル

デスヴォイス及びクリーンボーカルによるボーカルを担当。元正式メンバーで、4thアルバムからはゲスト参加(セッション)の扱いになった。

## ディスコグラフィ

### フル・アルバム
- Nebularium （2002年）
- Fragments Of D-Generation （2004年）
- Mind Tricks （2006年）

11トラック目でパンテラの曲「Mouth for War」をカバーしている。
- The Isolation Game （2009年）
- Cold Inferno （2015年）

11トラック目でアイアン・メイデンの曲「The Loneliness Of The Long Distance Runner」をカバーしている。（クリスチャン・アルヴェスタム がゲスト参加）
- The Dormant Stranger （2025年）

### コンピレーション
- Nebularium/the Restless Memoirs (2009年)

1stアルバムのリマスターと、未発表音源を新たにレコーディングしたEPをセットにしたコンピレーションアルバム。
- Mind Tricks (Extended Version) (2011年)

3rdアルバムのジャケットを変更し、ボーナストラックを追加した再発アルバム。ボーナストラックには、クリスチャン・アルヴェスタム (ソリューション .45、元スカー・シンメトリー)が参加している。

### 参加作品
- Princess Ghibli　(2011年)
- Princess Ghibli II　(2012年)